# 7. мешовити артиљеријски пук Херцеговачког корпуса
7. мешовити артиљеријски пук је био једна од јединица Херцеговачког корпуса Војске Републике Српске. Пук је основан од 13. мешовитог артиљеријског пука 13. ријечког корпуса ЈНА са командним местом у Билећи.

## Организација
Након избијања рата у Хрватској 1991, ЈНА је преместила 13. мешовити артиљеријски пук 13. ријечког корпуса у општину Калиновик. Пук је у свом саставу имао: командни батаљон, хаубички дивизион 155мм М1, хаубички дивизион 105мм М2 и артиљеријски дивизион ВБР 128мм ”Пламен”.
Претеча 7. артиљеријског пука била је 13. корпусна артиљеријска група (КАГ), која је мобилисана у априлу 1992. и распоређена на ватрене положаје на мостарско-невесињском правцу. Мобилизацијом резервиста из општина Мостар и Невесиње, 13. КАГ је имала у свом саставу 545 војника.
Крајем маја 1992. у састав новооснованог 7. артиљеријског пука улазе хаубички дивизион 122мм Д-30 из Ужичког корпуса ЈНА и топовски дивизион 130мм М-46 из Војнопоморске области ЈНА.
У току рата, из пука су издвојени хаубички дивизиони 105мм и 155м како би се ојачале бригаде Херцеговачког корпуса.